# 格奧爾格二世 (瓦爾德克和皮爾蒙特)
格奧爾格二世（德語：Georg II.，1789年9月20日—1845年5月15日），瓦爾德克和皮爾蒙特親王，1813年至1845年在位。

## 家庭
1823年，格奧爾格與安哈特-貝恩堡-紹姆堡-霍伊姆的艾瑪結婚，兩人共有3子2女：
1. 奧古斯塔（英语：Princess Augusta of Waldeck-Pyrmont）（1824年—1893年）
2. 約瑟夫（1825年—1829年），夭折
3. 赫爾敏（英语：Princess Hermine of Waldeck and Pyrmont）（1827年—1910年）
4. 格奧爾格·維克多（1831年—1893年）
5. 沃爾拉德（1833年—1867年）